# Свято-Анастасіївський ставропігійний жіночий монастир
На честь прп. Анастасії Римлянки Житомирський ставропігійний жіночий монастир — православний жіночий монастир. Перебуває у віданні Житомирської єпархії УПЦ МП. Має статус ставропігійного монастиря. Заснований в 1999 році на околиці Житомира в ім'я святої Анастасія Римської. 

## Історія монастиря
У 1860-х роках архієпископ Волинський і Житомирський Модест (Стрілбицький) привіз у Житомир подарунок Антіохійського Патріарха Ієрофея ― главу святої Анастасії Римської. Архієпископ Антоній (Храповицький), що посів єпископську кафедру, подбав, аби глава святої «стала відкритою для всіх християн Волинського краю». В 1903 році з дозволу Святого Синоду глава преподобномучениці була перенесена до Житомирського Спасо-Преображенського кафедрального собору.
У 1935 році собор закрили, мощі зникли. Але в 1941 році, під час окупації, коли собор був відкритий, глава святої повернулася. Після війни собор закривати не стали, але його нижній храм вилучили у громади; мощі, як і раніше, зникли. Однак існує переказ про їх повернення.
Навесні 1999 року на околиці Житомира, яка зветься Мальованка, на місці колишнього санаторію відкрився перший в історії міста жіночий монастир.
В одному зі старих корпусів улаштований храм прп. Сергія Радонезького. На території також побудована дзвіниця. У серпні 2002 року закладено собор на честь святої преподономучениці Анастасії Римської, покровительки Житомира, з нижнім боковим вівтарем преподобного Серафима Саровського.
У грудні 2022 року в монастирі було проведено обшуки СБУ. Були виявлені особи, що передавали дані про війну до Росії.

## Сучасний стан
|                                                                                               |                 |                                         |
| Церква в ім'я Святої Анастасії Римської з нижнім боковим вівтарем в ім'я Серафима Саровського | Келії монастиря | Могила схимонахині Рафаїли (Чернецької) |

Нині в монастирі близько 20 насельниць. Територія монастиря має приблизну площу два гектари. Монастирський храм облаштовано за принципом домової церкви: кілька приміщень об'єднали в один простір, арками виділили солею (зовнішній бік вівтаря), під золото покрили іконостас. Приваблює віруючих ікона Божої Матері «Усіх скорботних Радість». Є в храмі також і дерев'яний ковчег з мощами святих.
Всі богослужіння проходять в храмі преподобного Серафима Саровського. Настоятельниця — ігуменія Михаїла (Фурманець). 10 лютого 2011 року монастирю був наданий статус ставропігійного.
Адреса монастиря: 10003, Україна, м. Житомир, вул. Соснова, 13-а. Територія заворожує, зі всюди відчувається благодать.Паломники з усієї України, а то й закордону приїжджають до монастиря.

## Святині

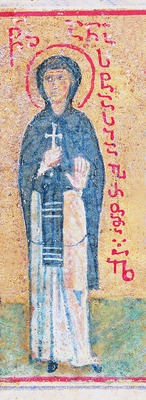
Анастасія Римська. Мініатюра з греко-грузинського рукопису XV століття

Ікона прпмчц. Анастасії Римської з часткою мощей, частинки св. угодників Божих; шанована могила схимонахині Рафаїли.